# Teresa Krassowska
Teresa Krassowska ps. Marta, Halszka, Joanna (ur. 28 maja 1915 w Warszawie, zm. 2 września 1944 tamże) – sanitariuszka, uczestniczka powstania warszawskiego. Córka Konstantego i Zofii.

## Życiorys
Uczyła się w Gimnazjum sióstr Niepokalanek w Szymanowie.
W 1939 ukończyła polonistykę na Uniwersytecie Jagiellońskim. Podczas obrony Warszawy w 1939 pracowała jako wolontariuszka w wojennym Szpitalu Maltańskim. Od początku okupacji niemieckiej w 1939 służyła w polskim podziemiu. Była kierowniczką komórki „Opieka”. Pracowała w Biurze Studiów. W 1940 zorganizowała grupę sanitariuszek i łączniczek, tzw. „maltanek”, podległą Oddziałowi II Komendy Głównej Związku Walki Zbrojnej – Armii Krajowej.
Podczas powstania w 1944 roku była komendantką drużyny sanitarnej w Szpitalu Maltańskim (w którym służyła jako siostra operacyjna) i szpitala powstańczego przy ul. Długiej 21 – Miodowej 23. Zginęła pod gruzami tego budynku 2 września 1944. W powstaniu poległa też jej siostra Zofia.
Dwukrotnie odznaczona Krzyżem Walecznych (28 sierpnia i pośmiertnie 9 września).

## Literatura
- Sylwetki kobiet-żołnierzy, tom II pod redakcją Krystyny Kabzińskiej. Fundacja "Archiwum i Muzeum Pomorskie Armii Krajowej oraz Wojskowej Służby Polek", Toruń 2006. ISBN 978-83-88693-12-0. s. 189-194.